# یوره اوکساریس
یوره اوکساریس (به لاتین: Jure uxoris)، اصطلاحی حقوقی به زبان لاتین که به معنای «به واسطه حق همسر» که زمانی به کار می‌رفت که مرد می‌توانست به واسطه حق همسرش (سو یوره)، عنوان نجیب‌زادگی دریافت کند؛ بدین ترتیب به مرد می‌گویند که یوره اوکساریس حفظ و نگه داشته‌است. همچنین شوهر وارث می‌توانست مالک قانونی املاک و اموال همسرش شود. به‌عنوان مثال می‌توان به فریدریش دوم، امپراتور مقدس روم اشاره کرد که پس از ازدواج با ایزابلا دوم اورشلیم، توانست پادشاهی اورشلیم را به دست بگیرد. برای مثال می‌توان به فولک اورشلیم، گی لوزینیان، کنراد یکم، هنری دوم، کنت شامپانی، آیمری قبرس، رودولف فرانسه، فیلیپ چهارم، جان اول کاستیل و زیگیزموند، امپراتور مقدس روم اشاره کرد.
با این حال نباید شخصی که از یوره اوکساریس استفاده کرده را با پادشاه هم‌نشین اشتباه گرفت.